# Eskişehirspor
Eskişehirspor este un club de fotbal din Eskişehir, Turcia. Echipa susține meciurile de acasă pe Atatürk Stadyumu cu o capacitate de 18.495 de locuri.

## Realizări
- Turkcell Süper Lig 
  - Locul doi (3): 1969–1970, 1970–1971, 1972–1973

- Cupa Fortis
  - Câștigători (1): 1970–1971
  - Locul doi (2): 1969–1970, 1986–1987

- Supercupa Turciei / President Cup:
  - Câștigători (1): 1970–1971

- Cupa Chancellor:
  - Câștigători (3): 1965–1966, 1971–1972, 1986–1987